# 苏克斯多夫
苏克斯多夫（德語：Suchsdorf，發音：[ˈzuːksdɔʁf] ⓘ）是德国石勒苏益格-荷尔斯泰因州基尔的市辖区，面积8.04平方千米，2020年12月31日人口为9,262人。苏克斯多夫原为一独立市镇，1958年4月1日，苏克斯多夫并入基尔。